# Donja Bela Reka (gmina Nova Varoš)
Donja Bela Reka (cyr. Доња Бела Река) – wieś w Serbii, w okręgu zlatiborskim, w gminie Nova Varoš. W 2011 roku liczyła 257 mieszkańców.